# Kazimierz Alchimowicz
Kazimierz Alchimowicz est un peintre polonais né à Dziębrów (Biélorussie) le 20 décembre 1840 et décédé à Varsovie le 31 décembre 1916.

## Biographie
Avant de devenir peintre, il est régisseur de propriétés foncières dans la région de Kiev. Il est condamné à 6 ans de travaux forcés en Sibérie pour avoir participé à l’insurrection de 1863. À son retour en Pologne, il s’inscrit aux cours de dessin donnés à Varsovie par Wojciech Gerson. Celui-ci aura une grande influence sur son travail artistique. Par la suite, il étudie à Munich et à Paris. Lors de son séjour en France, à Fontainebleau, il dirige pendant une courte période les artisans chargés de décorer artistiquement les porcelaines et les faïences. 

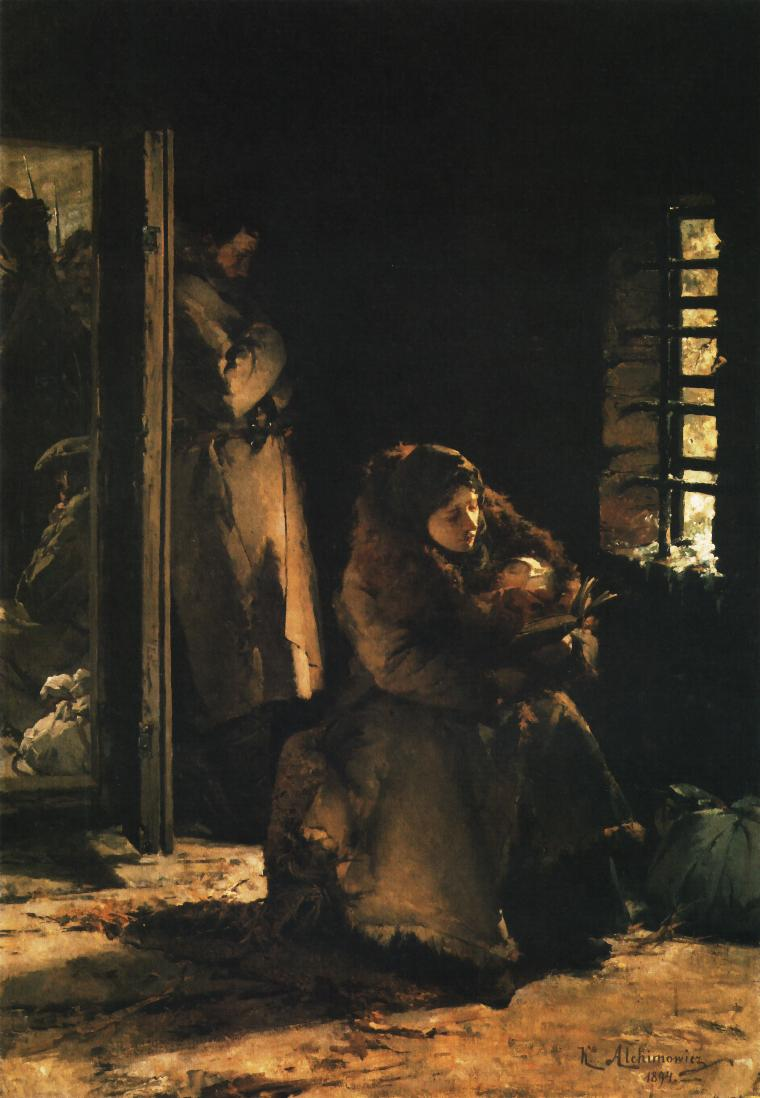
Halting Place, 1894

En 1880, il s’installe définitivement à Varsovie où il devient très vite un peintre en vogue. Il trouve son inspiration dans des thèmes patriotiques (ce qui n’est pas étonnant vu son passé d’insurgé), historiques et littéraires, s’inscrivant dans le courant romantique. Son œuvre comporte notamment une série de 12 tableaux inspirés de Pan Tadeusz d’Adam Mickiewicz (exposés à Cracovie en 1898) ainsi qu’une série de dessins illustrant cette œuvre du romantisme polonais. Il s’est inspiré de Balladynie, un chef d’œuvre de Juliusz Słowacki, pour réaliser son tableau Goplana (exposé en 1894 à Cracovie) qui a été accueilli avec grand enthousiasme par la critique de l'époque.